# Chojny (województwo kujawsko-pomorskie)
Chojny – wieś w Polsce położona w województwie kujawsko-pomorskim, w powiecie włocławskim, w gminie Lubień Kujawski.
| SIMC    | Nazwa         | Rodzaj    |
| ------- | ------------- | --------- |
| 0865378 | Bartczakowo   | część wsi |
| 0865332 | Charchocin    | część wsi |
| 0865349 | Kłóbskie Budy | część wsi |
| 0865355 | Sosnowa       | część wsi |

W latach 1975–1998 miejscowość administracyjnie należała do województwa włocławskiego. Według Narodowego Spisu Powszechnego (III 2011 r.) liczyła 176 mieszkańców. Jest jedenastą co do wielkości miejscowością gminy Lubień Kujawski.